# Stazione di Shimata
La stazione di Shimata (島田?, Shimata-eki) è una fermata ferroviaria situata nella città di Hikari, nella prefettura di Yamaguchi in Giappone. Si trova lungo la linea principale Sanyō della JR West.

## Linee e servizi
JR West
■ Linea principale Sanyō

## Caratteristiche
La fermata è dotata di due marciapiedi laterali con due binari in superficie collegati da sovrappassaggio.
| 1 | ■ Linea principale Sanyō | per Tokuyama e Hōfu     |
| 2 | ■ Linea principale Sanyō | per Iwakuni e Hiroshima |

## Stazioni adiacenti
| «                      | Servizio               | »                      |
| Linea principale Sanyō | Linea principale Sanyō | Linea principale Sanyō |
| ---------------------- | ---------------------- | ---------------------- |
| Iwata                  | Locale                 | Hikari                 |